# Stała szybkości reakcji
Stała szybkości reakcji – współczynnik proporcjonalności {\displaystyle k} w równaniu kinetycznym reakcji chemicznej:
szybkość reakcji = {\displaystyle k[\mathrm {A} ]^{n}[\mathrm {B} ]^{m}[\mathrm {C} ]^{p}[\mathrm {D} ]^{q}\dots }
Zależność stałej szybkości reakcji od temperatury opisuje równanie Arrheniusa:
{\displaystyle k=A\exp \left(-{\frac {E_{a}}{R\cdot T}}\right),}
gdzie:
- {\displaystyle A} – czynnik przedwykładniczy Arrheniusa,
- {\displaystyle E_{a}} – energia aktywacji Arrheniusa,
- {\displaystyle R} – stała gazowa,
- {\displaystyle T} – temperatura w kelwinach.

Dla wielu prostych reakcji odwracalnych stosunek stałych szybkości reakcji biegnących w prawo {\displaystyle (k_{1})} i w lewo {\displaystyle (k_{-1})} jest stałą równowagi {\displaystyle K} tej reakcji:
{\displaystyle K={\frac {k_{1}}{k_{-1}}}.}

## Symbole i jednostki
Stała szybkości reakcji oznaczana jest zwykle symbolem {\displaystyle k} lub {\displaystyle k_{n},} gdzie {\displaystyle n} oznacza rząd reakcji. Indeks dolny może też oznaczać numer etapu w przypadku reakcji wieloetapowych.
Jednostkę stałej szybkości reakcji determinuje postać równania kinetycznego, tak aby szybkość reakcji wyrażona była w [mol·dm−3·s−1]. Zależność jednostki od zewnętrznego rzędu reakcji chemicznej przedstawia wzór ogólny:
{\displaystyle [k_{n}]=\left[{\frac {\mathrm {(dm^{3})} ^{n-1}}{\mathrm {mol} ^{n-1}\cdot \mathrm {s} }}\right],}
gdzie {\displaystyle n} – zewnętrzny rząd reakcji
Przykładowe jednostki dla rzędów od 0 do III:
0 rząd: {\displaystyle [k_{0}]=\left[{\frac {\mathrm {mol} }{\mathrm {dm^{3}} \cdot \mathrm {s} }}\right],}
I rząd: {\displaystyle [k_{1}]=\left[{\frac {1}{\mathrm {s} }}\right],}
II rząd: {\displaystyle [k_{2}]=\left[{\frac {\mathrm {dm^{3}} }{\mathrm {mol} \cdot \mathrm {s} }}\right],}
III rząd: {\displaystyle [k_{3}]=\left[{\frac {\mathrm {(dm^{3})} ^{2}}{\mathrm {mol} ^{2}\cdot \mathrm {s} }}\right].}